# Skisprung-Grand-Prix 2019
Der Skisprung-Grand-Prix 2019 (offizielle Bezeichnung: FIS Grand Prix Ski Jumping 2019) war eine vom Weltskiverband FIS im Zeitraum zwischen dem 20. Juli und dem 5. Oktober 2019 bei den Männern sowie im Zeitraum zwischen dem 27. Juli bis zum 18. August 2019 bei den Frauen ausgetragene Wettkampfserie im Skispringen. Im September 2018 wurde von der FIS der vorläufige Wettkampfkalender veröffentlicht, der im April überarbeitet wurde. Der Grand-Prix umfasste bei den Männern acht Einzel- und zwei Teamwettbewerbe und bei den Frauen drei Einzelwettbewerbe. Zudem wurde ein Mixedwettbewerb ausgetragen. Ursprünglich war Anfang September ein Grand-Prix-Wochenende in Almaty geplant, das jedoch Ende Mai abgesagt wurde. Ebenso wurde der Austragungsort Tschaikowski auf dem FIS-Kongress Ende Mai in Dubrovnik aus dem Kalender gestrichen.
Gesamtsieger der Herren wurde der Pole Dawid Kubacki, während bei den Frauen die Titelverteidigerin Sara Takanashi gemeinsam mit Nika Križnar den Titel gewann.

## Ergebnisse und Wertungen Männer

### Teilnehmende Nationen
Es nahmen Springer aus 20 Nationen am Grand Prix der Männer teil.
| Europa (15 Nationen)                                                                          | Europa (15 Nationen)                                                       |
| --------------------------------------------------------------------------------------------- | -------------------------------------------------------------------------- |
| - Bulgarien - Deutschland - Estland - Finnland - Frankreich - Italien - Norwegen - Österreich | - Polen - Rumänien - Russland - Schweiz - Slowenien - Tschechien - Ukraine |
| Asien (3 Nationen)                                                                            |                                                                            |
| - Japan - Kasachstan                                                                          | - Südkorea                                                                 |
| Nordamerika (2 Nationen)                                                                      |                                                                            |
| - Kanada                                                                                      | - Vereinigte Staaten                                                       |

### Grand-Prix-Übersicht
| Datum      | Austragungsort | Schanze                | Bemerkung  | Sieger                                                          | Zweiter                                                  | Dritter                                                                                |
| ---------- | -------------- | ---------------------- | ---------- | --------------------------------------------------------------- | -------------------------------------------------------- | -------------------------------------------------------------------------------------- |
| 20.07.2019 | Wisła          | Malinka HS134          | Team Nacht | PolenPiotr Żyła Aleksander Zniszczoł Kamil Stoch Dawid Kubacki  | SlowenienTilen Bartol Anže Lanišek Peter Prevc Timi Zajc | NorwegenJohann André Forfang Robin Pedersen Marius Lindvik Daniel-André Tande          |
| 21.07.2019 | Wisła          | Malinka HS134          | Nacht      | Timi Zajc                                                       | Dawid Kubacki                                            | Jewgeni Klimow                                                                         |
| 27.07.2019 | Hinterzarten   | Adlerschanze HS108     |            | Karl Geiger                                                     | Gregor Schlierenzauer                                    | Richard Freitag                                                                        |
| 10.08.2019 | Courchevel     | Tremplin du Praz HS135 | Nacht      | Timi Zajc                                                       | Robert Johansson                                         | Naoki Nakamura                                                                         |
| 17.08.2019 | Zakopane       | Wielka Krokiew HS140   | Team Nacht | JapanNaoki Nakamura Keiichi Satō Yukiya Satō Junshirō Kobayashi | PolenPiotr Żyła Jakub Wolny Kamil Stoch Dawid Kubacki    | NorwegenHalvor Egner Granerud Thomas Aasen Markeng Marius Lindvik Johann André Forfang |
| 18.08.2019 | Zakopane       | Wielka Krokiew HS140   | Nacht      | Kamil Stoch                                                     | Dawid Kubacki                                            | Yukiya Satō                                                                            |
| 23.08.2019 | Hakuba         | Hakuba-Schanzen HS131  | Nacht      | Ryōyū Kobayashi                                                 | Yukiya Satō                                              | Keiichi Satō                                                                           |
| 24.08.2019 | Hakuba         | Hakuba-Schanzen HS131  | Nacht      | Ryōyū Kobayashi                                                 | Keiichi Satō                                             | Yukiya Satō                                                                            |
| 29.09.2019 | Hinzenbach     | Aigner-Schanze HS90    |            | Dawid Kubacki                                                   | Philipp Aschenwald                                       | Piotr Żyła                                                                             |
| 05.10.2019 | Klingenthal    | Vogtland Arena HS140   |            | Anže Lanišek                                                    | Marius Lindvik                                           | Piotr Żyła                                                                             |

### Wertungen
| Rang | Name                  | Punkte |
| ---- | --------------------- | ------ |
| 01.  | Dawid Kubacki         | 305    |
| 02.  | Yukiya Satō           | 294    |
| 03.  | Timi Zajc             | 268    |
| 04.  | Ryōyū Kobayashi       | 261    |
| 05.  | Karl Geiger           | 232    |
| 06.  | Naoki Nakamura        | 225    |
| 07.  | Keiichi Satō          | 213    |
| 08.  | Piotr Żyła            | 205    |
| 09.  | Jewgeni Klimow        | 195    |
| 10.  | Marius Lindvik        | 173    |
| 11.  | Robert Johansson      | 162    |
| 12.  | Gregor Schlierenzauer | 147    |
| 13.  | Junshirō Kobayashi    | 146    |
|      | Killian Peier         | 146    |
| 15.  | Kamil Stoch           | 138    |
| 16.  | Anže Lanišek          | 129    |
| 17.  | Maciej Kot            | 126    |
| 18.  | Jakub Wolny           | 120    |
| 19.  | Peter Prevc           | 114    |
| 20.  | Yūken Iwasa           | 113    |
| 21.  | Tilen Bartol          | 110    |
| 22.  | Richard Freitag       | 100    |
|      | Viktor Polášek        | 100    |
|      | Halvor Egner Granerud | 100    |
| 25.  | Robin Pedersen        | 099    |

| Rang | Name                    | Punkte |
| ---- | ----------------------- | ------ |
| 26.  | Philipp Aschenwald      | 089    |
| 27.  | Daiki Itō               | 085    |
| 28.  | Aleksander Zniszczoł    | 082    |
| 29.  | Markus Eisenbichler     | 081    |
| 30.  | Stefan Kraft            | 076    |
| 31.  | Paweł Wąsek             | 074    |
| 32.  | Klemens Murańka         | 068    |
| 33.  | Simon Ammann            | 062    |
|      | Andrzej Stękała         | 062    |
| 35.  | Michail Nasarow         | 060    |
| 36.  | Žiga Jelar              | 057    |
| 37.  | Stephan Leyhe           | 054    |
| 38.  | Daniel-André Tande      | 044    |
| 39.  | Constantin Schmid       | 043    |
|      | Taku Takeuchi           | 043    |
| 41.  | Johann André Forfang    | 040    |
| 42.  | Andreas Granerud Buskum | 039    |
| 43.  | Joakim Aune             | 035    |
|      | Kevin Bickner           | 035    |
| 45.  | Michael Hayböck         | 032    |
|      | Antti Aalto             | 032    |
| 47.  | Pius Paschke            | 030    |
|      | Roman Koudelka          | 030    |
| 49.  | Jernej Damjan           | 029    |
| 50.  | Thomas Aasen Markeng    | 024    |

| Rang | Name                  | Punkte |
| ---- | --------------------- | ------ |
| 51.  | Čestmír Kožíšek       | 023    |
|      | Vojtěch Štursa        | 023    |
| 53.  | Stefan Hula           | 020    |
|      | Domen Prevc           | 020    |
| 55.  | Clemens Aigner        | 018    |
| 56.  | Shōhei Tochimoto      | 017    |
| 57.  | MacKenzie Boyd-Clowes | 016    |
| 58.  | Clemens Leitner       | 015    |
| 59.  | Roman Trofimow        | 014    |
| 60.  | Stefan Huber          | 009    |
|      | Kenshirō Itō          | 009    |
| 62.  | Sergei Tkatschenko    | 008    |
| 63.  | Jonathan Learoyd      | 007    |
| 64.  | Sander Vossan Eriksen | 005    |
|      | Eetu Nousiainen       | 005    |
| 66.  | Yūmu Harada           | 004    |
| 67.  | Martin Hamann         | 003    |
|      | Choi Seou             | 003    |
|      | Dominik Peter         | 003    |
|      | Daniel Huber          | 003    |
| 71.  | Casey Larson          | 002    |
|      | Niko Kytösaho         | 002    |
| 73.  | Claudio Mörth         | 001    |

| Endstand nach 10 Wettbewerben |                    |        |
| \| Rang \| Name \| Punkte \| \| ---- \| ------------------ \| ------ \| \| 01. \| Japan \| 2185 \| \| 02. \| Polen \| 1950 \| \| 03. \| Slowenien \| 1427 \| \| 04. \| Norwegen \| 1421 \| \| 05. \| Deutschland \| 1243 \| \| 06. \| Österreich \| 815 \| \| 07. \| Russland \| 494 \| \| 08. \| Schweiz \| 311 \| \| 09. \| Tschechien \| 276 \| \| 10. \| Finnland \| 039 \| \| 11. \| Vereinigte Staaten \| 037 \| \| 12. \| Italien \| 025 \| \| 13. \| Kanada \| 016 \| \| 14. \| Kasachstan \| 008 \| \| 15. \| Frankreich \| 007 \| \| 16. \| Südkorea \| 003 \| |                    |        |
| Rang | Name               | Punkte |
| 01. | Japan              | 2185   |
| 02. | Polen              | 1950   |
| 03. | Slowenien          | 1427   |
| 04. | Norwegen           | 1421   |
| 05. | Deutschland        | 1243   |
| 06. | Österreich         | 815    |
| 07. | Russland           | 494    |
| 08. | Schweiz            | 311    |
| 09. | Tschechien         | 276    |
| 10. | Finnland           | 039    |
| 11. | Vereinigte Staaten | 037    |
| 12. | Italien            | 025    |
| 13. | Kanada             | 016    |
| 14. | Kasachstan         | 008    |
| 15. | Frankreich         | 007    |
| 16. | Südkorea           | 003    |

## Ergebnisse und Wertungen Frauen

### Teilnehmende Nationen
Es nahmen Springerinnen aus 20 Nationen am Grand Prix der Frauen teil.
| Europa (14 Nationen)                                                            | Europa (14 Nationen)                                                          |
| ------------------------------------------------------------------------------- | ----------------------------------------------------------------------------- |
| - Deutschland - Finnland - Frankreich - Italien - Norwegen - Österreich - Polen | - Rumänien - Russland - Schweden - Slowakei - Slowenien - Tschechien - Ungarn |
| Asien (4 Nationen)                                                              |                                                                               |
| - Japan - Kasachstan                                                            | - Südkorea - Volksrepublik China                                              |
| Nordamerika (2 Nationen)                                                        |                                                                               |
| - Kanada                                                                        | - Vereinigte Staaten                                                          |

### Grand-Prix-Übersicht
| Datum      | Austragungsort         | Schanze                | Bemerkung | Siegerin       | Zweite           | Dritte           |
| ---------- | ---------------------- | ---------------------- | --------- | -------------- | ---------------- | ---------------- |
| 26.07.2019 | Hinterzarten           | Adlerschanze HS108     |           | Sara Takanashi | Maren Lundby     | Nika Križnar     |
| 09.08.2019 | Courchevel             | Tremplin du Praz HS135 |           | Sara Takanashi | Chiara Hölzl     | Juliane Seyfarth |
| 18.08.2019 | Frenštát pod Radhoštěm | Areal Horečky HS106    |           | Nika Križnar   | Juliane Seyfarth | Urša Bogataj     |

### Wertungen
| Rang | Name                       | Punkte |
| ---- | -------------------------- | ------ |
| 01.  | Sara Takanashi             | 200    |
|      | Nika Križnar               | 200    |
| 03.  | Juliane Seyfarth           | 172    |
| 04.  | Urša Bogataj               | 160    |
| 05.  | Maren Lundby               | 125    |
| 06.  | Chiara Hölzl               | 098    |
| 07.  | Lara Malsiner              | 088    |
| 08.  | Nozomi Maruyama            | 081    |
|      | Joséphine Pagnier          | 081    |
| 10.  | Špela Rogelj               | 078    |
| 11.  | Maja Vtič                  | 067    |
|      | Jacqueline Seifriedsberger | 067    |
| 13.  | Agnes Reisch               | 066    |
| 14.  | Alexandra Kustowa          | 051    |
|      | Anna Schpynjowa            | 051    |
|      | Daniela Haralambie         | 051    |

| Rang | Name                 | Punkte |
| ---- | -------------------- | ------ |
| 17.  | Katharina Althaus    | 048    |
| 18.  | Karolína Indráčková  | 047    |
| 19.  | Yūka Setō            | 034    |
| 20.  | Sofja Tichonowa      | 033    |
| 21.  | Luisa Görlich        | 032    |
| 22.  | Silje Opseth         | 031    |
| 23.  | Lidija Jakowlewa     | 030    |
|      | Jerneja Brecl        | 030    |
|      | Katra Komar          | 030    |
| 26.  | Misaki Shigeno       | 026    |
| 27.  | Yūki Itō             | 017    |
|      | Julia Kykkänen       | 017    |
|      | Lisa Eder            | 017    |
| 30.  | Rio Setō             | 013    |
|      | Elena Runggaldier    | 013    |
| 32.  | Gyda Westvold Hansen | 012    |

| Rang | Name               | Punkte |
| ---- | ------------------ | ------ |
|      | Selina Freitag     | 012    |
| 34.  | Lucile Morat       | 010    |
| 35.  | Haruka Iwasa       | 009    |
| 36.  | Irina Awwakumowa   | 008    |
|      | Virág Vörös        | 008    |
| 38.  | Claudia Purker     | 007    |
|      | Océane Avocat Gros | 007    |
| 40.  | Shihori Ōi         | 006    |
|      | Manuela Malsiner   | 006    |
| 42.  | Klára Ulrichová    | 005    |
| 43.  | Zdeňka Pešatová    | 004    |
| 44.  | Machiko Kubota     | 002    |
|      | Astrid Norstedt    | 002    |
| 46.  | Štěpánka Ptáčková  | 001    |

| Endstand nach 4 Wettbewerben |             |        |
| \| Rang \| Name \| Punkte \| \| ---- \| ----------- \| ------ \| \| 01. \| Slowenien \| 715 \| \| 02. \| Japan \| 563 \| \| 03. \| Deutschland \| 530 \| \| 04. \| Österreich \| 314 \| \| 05. \| Norwegen \| 268 \| \| 06. \| Russland \| 248 \| \| 07. \| Italien \| 132 \| \| 08. \| Tschechien \| 107 \| \| 09. \| Frankreich \| 098 \| \| 10. \| Rumänien \| 051 \| \| 11. \| Finnland \| 017 \| \| 12. \| Ungarn \| 008 \| \| 13. \| Schweden \| 002 \| |             |        |
| Rang | Name        | Punkte |
| 01. | Slowenien   | 715    |
| 02. | Japan       | 563    |
| 03. | Deutschland | 530    |
| 04. | Österreich  | 314    |
| 05. | Norwegen    | 268    |
| 06. | Russland    | 248    |
| 07. | Italien     | 132    |
| 08. | Tschechien  | 107    |
| 09. | Frankreich  | 098    |
| 10. | Rumänien    | 051    |
| 11. | Finnland    | 017    |
| 12. | Ungarn      | 008    |
| 13. | Schweden    | 002    |

## Mixed-Team-Wettkämpfe

### Grand-Prix-Übersicht
| Datum      | Austragungsort | Schanze            | Bemerkung | Sieger                                                               | Zweite                                                              | Dritte                                                    |
| ---------- | -------------- | ------------------ | --------- | -------------------------------------------------------------------- | ------------------------------------------------------------------- | --------------------------------------------------------- |
| 27.07.2019 | Hinterzarten   | Adlerschanze HS108 |           | DeutschlandJuliane Seyfarth Karl Geiger Agnes Reisch Richard Freitag | JapanNozomi Maruyama Junshirō Kobayashi Sara Takanashi Keiichi Satō | SlowenienNika Križnar Peter Prevc Urša Bogataj Žiga Jelar |